# XPO物流
XPO物流公司（XPO Logistics, Inc.）是總部位於美國康涅狄格州格林威治的一家物流公司，是美國最大的物流公司之一 ，此外也在世界其他國家運營。其歐洲區總部位於法國里昂。

## 歷史
XPO物流由邁克爾·韋爾奇（Michael Welch）和基思·艾弗里（Keith Avery）成立於1989年5月，原名“Express-1 Expedited Solutions”。2011年9月，它被美國商人布拉德利·雅各布斯（Bradley Jacobs）收購，改現名（XPO原為公司2006年開始使用的股票代号）。

## 外部連接
- 官方網站 （页面存档备份，存于）
- XPO Logistics Inc EDGAR Filing History （页面存档备份，存于）
- - XPO Logistics, Inc.的商業數據：Google Finance
  - Yahoo! Finance
  - Reuters
  - SEC filings
  - Bloomberg